# Percy Sledge
Percy Tyrone Sledge (25. november 1940 - 14. april 2015) var en R&B/Soul-sanger fra USA. Han er nok mest kendt for sin indspilning af sangen "When a Man Loves a Woman" fra 1966, som blev et international hit i top 40 i mange lande, og certificeret guld. Sangen blev den første guldplade for pladeselskabet Atlantic Records.
Han arbejdede som sygeplejerske i de tidlige 1960'ere, og oplevede den største succes som sanger i midt 60'erne og start 70'erne, med en serie af emotionelle soul-sange. I hans senere karriere modtog han Rhythm and Blues Foundation's Career Achievement Award.

## Diskografi
- It tears me up (1966)
- When a man loves a woman (1966)
- Percy (1982)
- Blue night (1994)
- Shining Through the Rain (2004)
- The Gospel of Percy Sledge (2013)